# Финтинеле (комуна, Арад)
Финтинеле (рум. Fântânele) — комуна у повіті Арад в Румунії. До складу комуни входять такі села (дані про населення за 2002 рік):
- Тіса-Ноуе (962 особи)
- Финтинеле (2224 особи) — адміністративний центр комуни

Комуна розташована на відстані 413 км на північний захід від Бухареста, 6 км на південний схід від Арада, 42 км на північ від Тімішоари.

## Населення
За даними перепису населення 2002 року у комуні проживали 5692 особи.
Національний склад населення комуни:
| Національність   | Кількість осіб | Відсоток |
| ---------------- | -------------- | -------- |
| румуни           | 4975           | 87,4%    |
| угорці           | 378            | 6,6%     |
| словаки          | 159            | 2,8%     |
| німці            | 112            | 2,0%     |
| цигани           | 31             | 0,5%     |
| українці         | 16             | 0,3%     |
| росіяни-липовани | 6              | 0,1%     |
| серби            | 6              | 0,1%     |
| італійці         | 3              | 0,1%     |
| болгари          | 2              | < 0,1%   |
| турки            | 1              | < 0,1%   |
| чехи             | 1              | < 0,1%   |

Рідною мовою назвали:
| Мова       | Кількість осіб | Відсоток |
| ---------- | -------------- | -------- |
| румунська  | 5058           | 88,9%    |
| угорська   | 343            | 6,0%     |
| словацька  | 157            | 2,8%     |
| німецька   | 97             | 1,7%     |
| українська | 15             | 0,3%     |
| циганська  | 12             | 0,2%     |
| російська  | 4              | 0,1%     |
| італійська | 3              | 0,1%     |
| чеська     | 1              | < 0,1%   |

Склад населення комуни за віросповіданням:
| Релігія                                       | Кількість осіб | Відсоток |
| --------------------------------------------- | -------------- | -------- |
| православні                                   | 4586           | 80,6%    |
| римо-католики                                 | 448            | 7,9%     |
| п'ятдесятники                                 | 265            | 4,7%     |
| реформати                                     | 199            | 3,5%     |
| баптисти                                      | 143            | 2,5%     |
| бретрени                                      | 16             | 0,3%     |
| греко-католики                                | 12             | 0,2%     |
| адвентисти                                    | 9              | 0,2%     |
| старообрядці                                  | 2              | < 0,1%   |
| лютерани (Синодально-пресвітеріанська церква) | 2              | < 0,1%   |
| лютерани                                      | 2              | < 0,1%   |
| лютерани (Аугсбурзького сповідання)           | 2              | < 0,1%   |

## Зовнішні посилання
- Дані про комуну Финтинеле на сайті Ghidul Primăriilor